# Université Politehnica Timișoara
Pour les articles homonymes, voir Université Politehnica.
L'université Politehnica Timișoara est une école d'ingénieurs roumaine fondée en 1920 et située à Timișoara en Roumanie.
La procédure d’admission est commune aux autres écoles polytechniques roumaines, qu'on peut intégrer après le baccalauréat et un examen d'admission.

## Facultés
Les étudiants ont le choix entre les neuf filières proposées :
- Génie civil
- Informatique
- Génie chimique
- Génie urbanisme, inclusif génie hydrotechnique
- Génie électronique et télécommunications
- Génie électrique
- Génie et gestion de la production et du transport
- Génie mécanique
- Sciences de la communication
- Génie de Hunedoara

## Recteurs
| | |
| - Traian Lalescu (1920-1921) - Victor Vâlcovici (1921-1930) - Victor Blăsian (1930-1934) - Constantin C. Teodorescu (1934-1939) - Plautius Andronescu (1941-1944) - Marin Bănărescu (1944-1946) - Constantin Cândea (1946-1947) - Ilie G. Murgulescu (1947-1949) - Nicolae Maior (1949-1950) - Ioan Beligăr (1950-1956) - Coriolan Drăgulescu (1956) | - Alexandru Rogojan (1956-1957) - Marin Rădoi (1957-1962) - Gheorghe Silaș (1962-1963) - Constantin Avram (1963-1971) - Ioan M. Anton (1971-1981 și 1989) - Coleta de Sabata (1981-1989) - Radu Vlădea (1990-1992) - Alexandru Nichici (1992-1996) - Ioan Carțiș (1996-2004) - Nicolae Robu (2004-2012) - Viorel-Aurel Șerban (2012-) |